# Præsidentielt dekret (USA)
Et præsidentielt dekret  (engelsk: Executive Order) er i amerikansk politik en slags dekret som kan udfærdiges af præsidenten. Amerikanske præsidenter har udfærdiget executive order siden 1789.
Et omstridt sådant dekret var Executive Order 13769 (eller Protecting the Nation From Foreign Terrorist Entry Into the United States) der blev udstedt af USA's præsident Donald Trump 27. januar 2017, idet 
en føderal dommer i Seattle, Washington besluttede at indføre et landsdækkende stop for dekretet med den påstand, at det stred mod USA's forfatning, fordi forslaget kun ville ramme muslimer. Efterfølgeren, Executive Order 13780, blev også bremset af domstolene. Denne gang med begrundelsen, at det diskriminerede muslimer og stred mod forfatningen.